# خوسيه جونيور
خوسيه جونيور (بالبرتغالية: José Luiz Guimarães Sanabio Júnior‏) هو لاعب كرة قدم برازيلي في مركز الهجوم، ولد في 15 يونيو 1976 في فورتاليزا في البرازيل. لعب مع بيفيرين وديربي كاونتي ونادي أجاكسيو ونادي أودنسه ونادي أيه بي سي ونادي باهيا ونادي تريزه ونادي خوازيرينزي ونادي راندرس ونادي روذرهام يونايتد ونادي سيارا ونادي فورتاليزا ونادي فيتوريا ونادي قرطبة ونادي كوبنهاغن ونادي مالمو ونادي نوردشيلاند ونادي واتفورد ونادي والسول ويونيون إسبانيولا.

## وصلات خارجية
- خوسيه جونيور على موقع Soccerbase.com (لاعب) (الإنجليزية)
- خوسيه جونيور على موقع Soccerway.com (الإنجليزية)